# Chaourse
Chaourse ist eine französische Gemeinde mit 497 Einwohnern (Stand: 1. Januar 2022) im Département Aisne in der Region Hauts-de-France; sie gehört zum Arrondissement Vervins (bis 2016 Arrondissement Laon) und zum Kanton Vervins.

## Geographie
Chaourse liegt am Südostrand der Thiérache, etwa 31 Kilometer nordöstlich von Laon an der Mündung des Hurtaut in die Serre. Nachbargemeinden von Chaourse sind Vigneux-Hocquet im Norden, Renneval im Nordosten, Vincy-Reuil-et-Magny im Osten, Montcornet im Südosten, La Ville-aux-Bois-lès-Dizy im Süden, Clermont-les-Fermes im Süden und Südwesten, Montigny-le-Franc im Südwesten und Westen sowie Agnicourt-et-Séchelles im Westen. Im Südwesten der Gemeinde Chaourse stehen 14 Windkraftanlagen als großer Teil eines interkommunalen Windparks.

## Bevölkerungsentwicklung
| Jahr                       | 1962 | 1968 | 1975 | 1982 | 1990 | 1999 | 2006 | 2012 | 2021 |
| Einwohner                  | 783  | 769  | 629  | 551  | 522  | 522  | 541  | 526  | 512  |
| Quellen: Cassini und INSEE |      |      |      |      |      |      |      |      |      |

## Sehenswürdigkeiten
- Kirche Saint-Martin aus dem 13. Jahrhundert, Monument historique seit 1921
- Schatz von Chaourse, ein 1883 entdeckter bedeutender gallorömischer Hortfund, heute im British Museum in London aufbewahrt.[1]
- ehemaliges öffentliches Waschhaius (Lavoir)

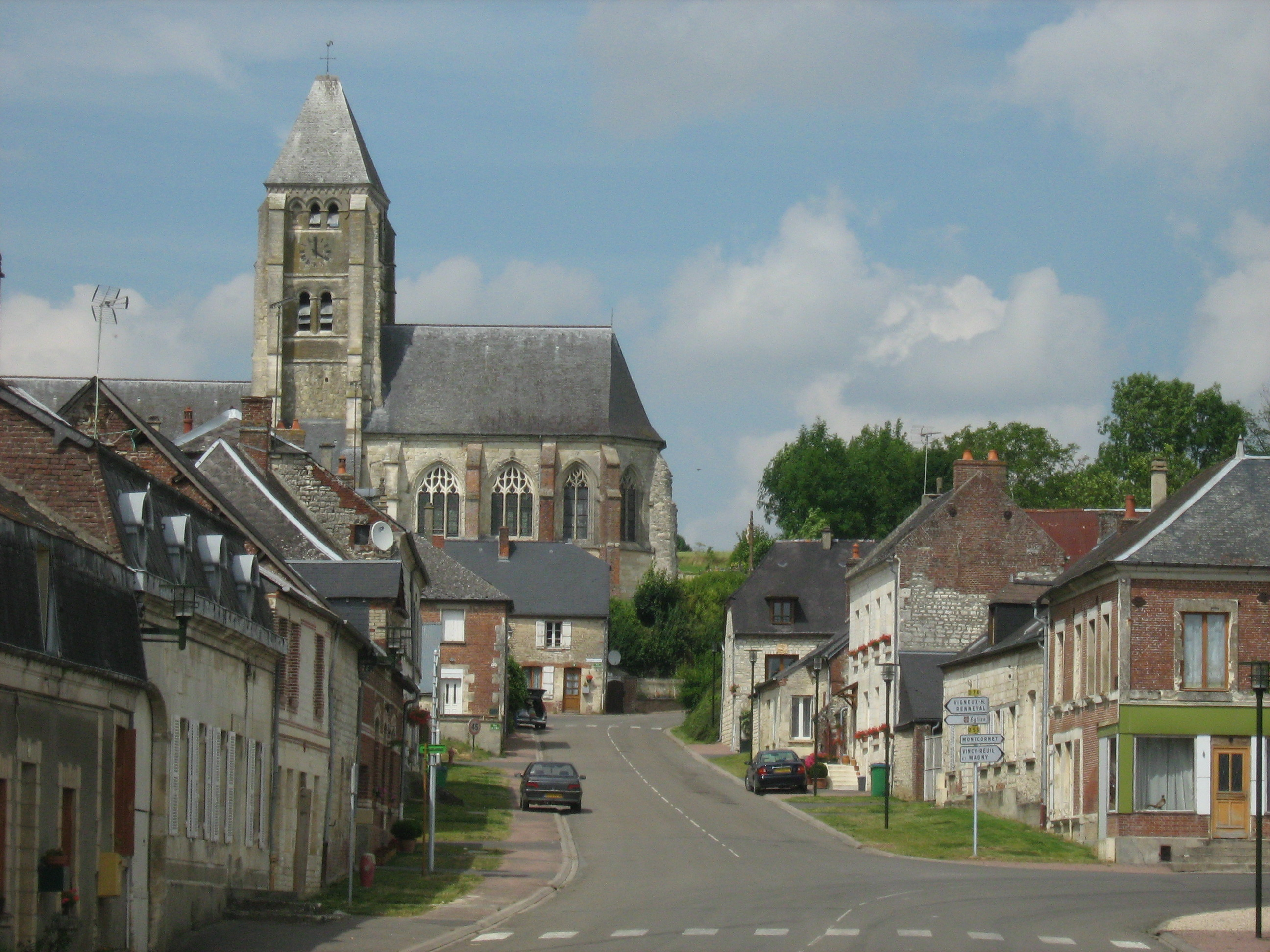
Kirche Saint-Martin
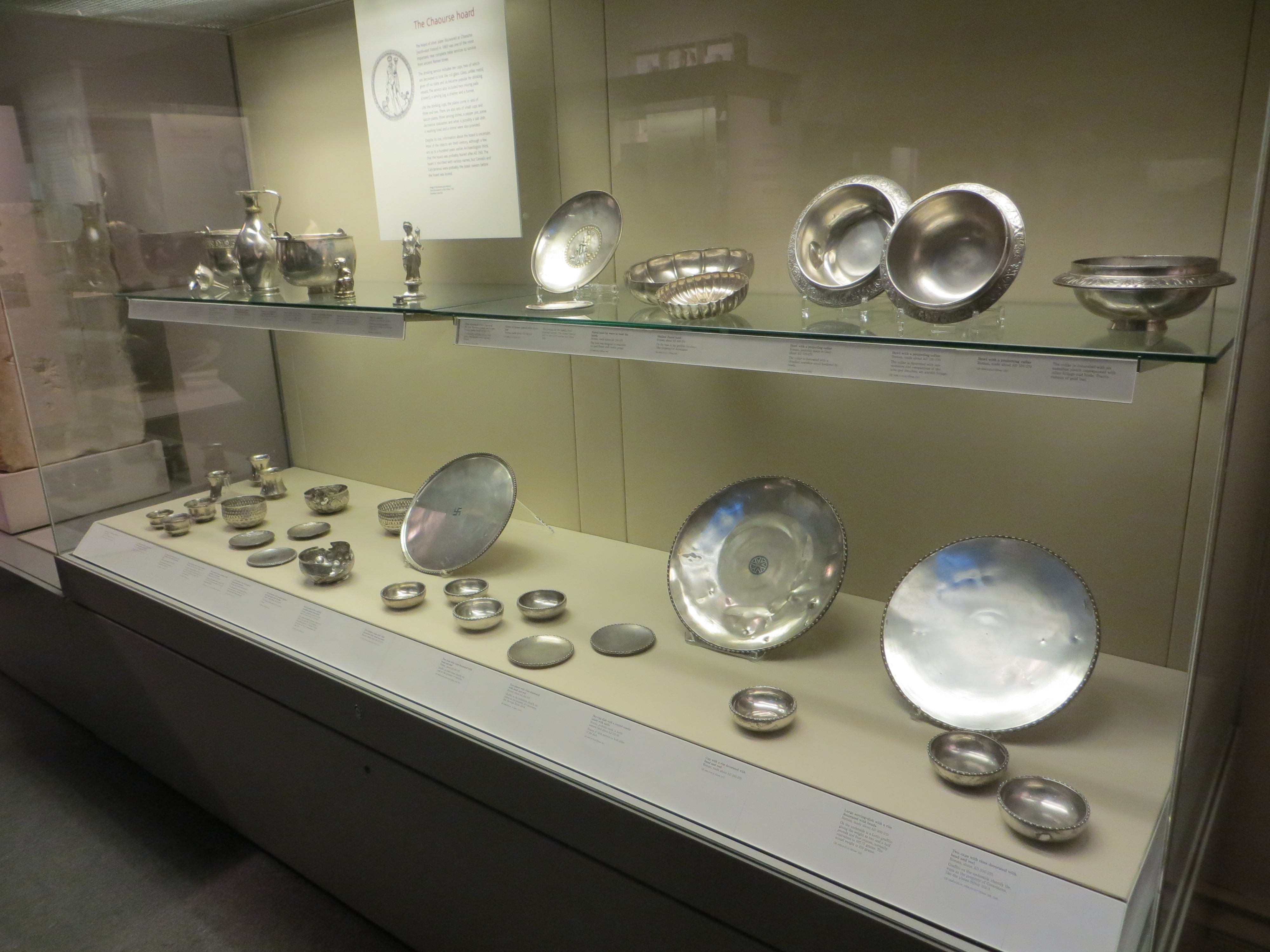
Schatz von Chaourse
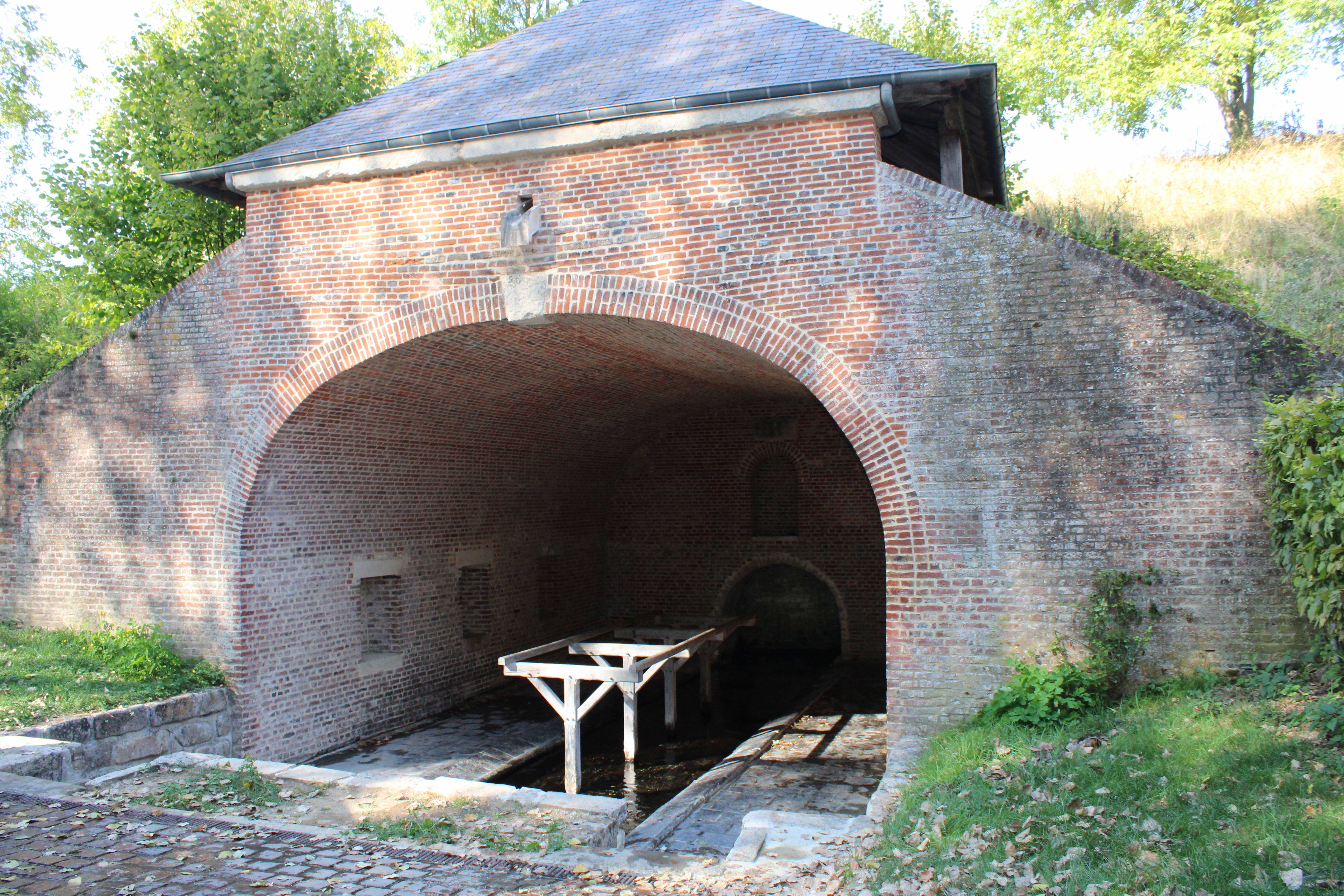
Lavoir
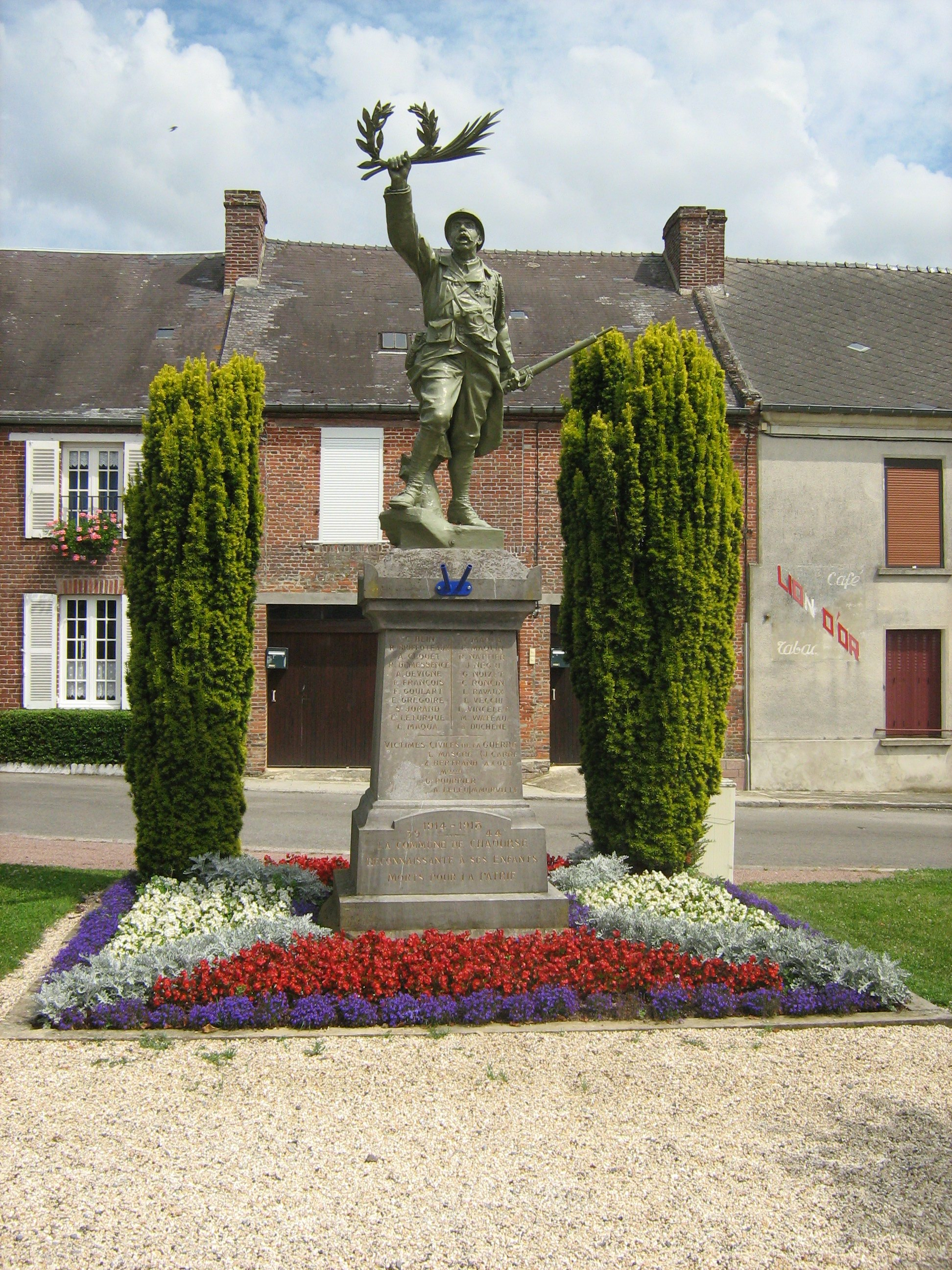
Gefallenendenkmal